# Center for Civil Liberties
Das Center for Civil Liberties (CCL, ukrainisch Центр Громадянських Свобод Zentr Hromadjanskych Swobod, deutsch Zentrum für bürgerliche Freiheiten) ist eine ukrainische Menschenrechtsorganisation mit Sitz in Kiew. Sie wurde im Jahr 2007 gegründet. Vorsitzende ist die ukrainische Juristin und Menschenrechtsaktivistin Oleksandra Matwijtschuk. Ziel der Organisation ist es, Menschenrechte und Demokratie in der Ukraine sowie in Eurasien voranzubringen. Im Jahr 2022 wurde das CCL mit dem Friedensnobelpreis und dem Right Livelihood Award ausgezeichnet.

## Geschichte

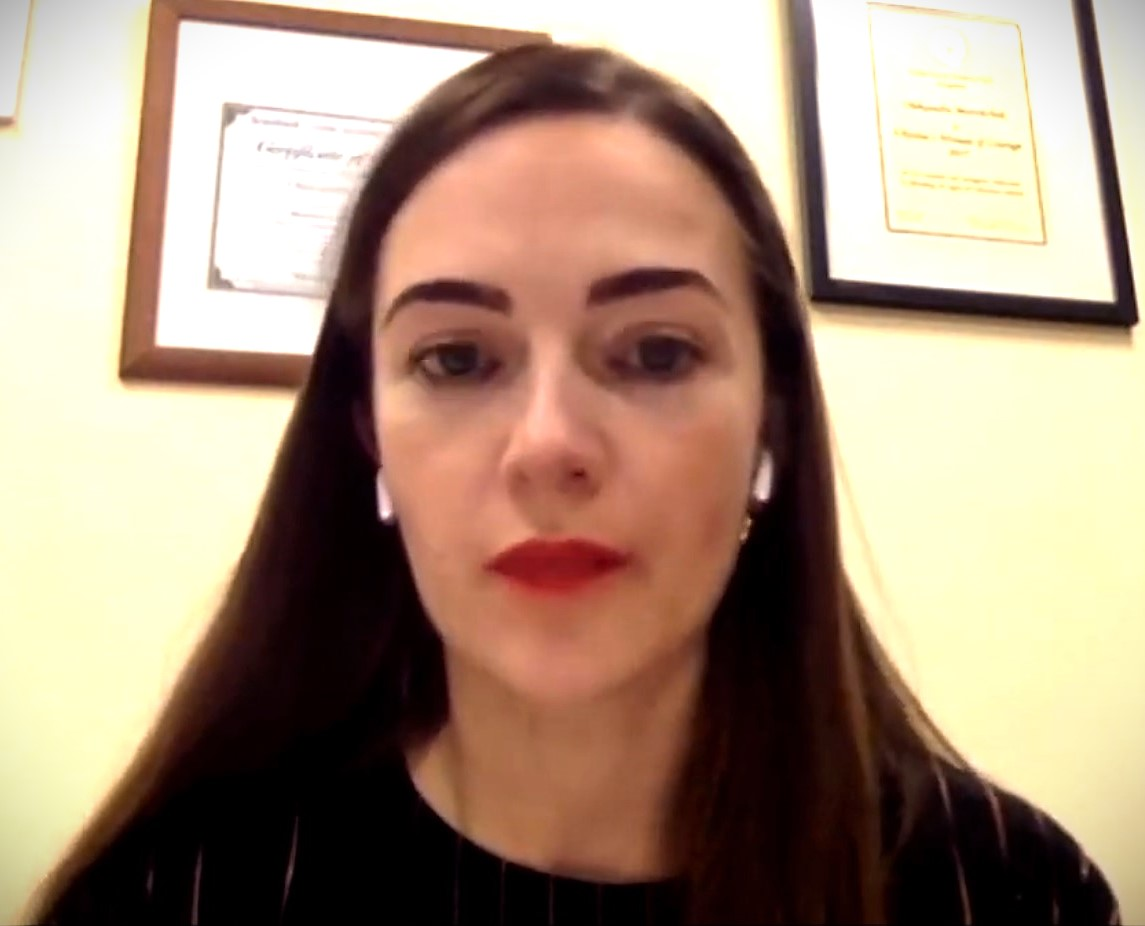
Oleksandra Matwijtschuk (2021)

Die Organisation bezieht Stellung, um die ukrainische Zivilgesellschaft zu stärken und Druck auf die Behörden auszuüben, die Ukraine zu einer vollwertigen Demokratie zu machen. Um das Land zu einem Rechtsstaat zu entwickeln, setzt sich das Center for Civil Liberties aktiv dafür ein, dass die Ukraine dem Internationalen Strafgerichtshof angeschlossen wird.
Bekanntheit erlangte das Center for Civil Liberties im Jahr 2013, indem es im Rahmen der von Oleksandra Matwijtschuk gegründeten globalen Initiative Euromaidan SOS Menschenrechtsverletzungen dokumentierte und während der gewaltsamen Niederschlagung der Euromaidan-Proteste ehrenamtlich in einigen hunderten Fällen Rechtshilfe leistete, für Angehörige von Entführten und Getöteten als auch für Menschen, die verprügelt, festgenommen oder gefoltert wurden. Für die Arbeit während und infolge der Euromaidan-Niederschlagung hatte das CCL mehrere tausend Freiwillige engagiert. Das CCL zeichnete für weitere Initiativen verantwortlich. So begann es, verschiedene Regierungsbehörden auf Bürgerrechtsverletzungen zu überwachen. Auch klärte es über Menschenrechte auf, dokumentierte den Druck auf die Zivilgesellschaft und die Verfolgung von Menschenrechtsaktivisten.
Eine weitere ebenfalls von Matwijtschuk initiierte Kampagne namens Save Oleg Sentsov war das Organisieren von Kundgebungen in mehr als 30 Ländern sowie Stellen von Forderungen an die Regierungen der Länder, Druck auf Wladimir Putin auszuüben, Sentsov und 34 weitere politische Gefangene freizulassen. Das CCL war mit der Kampagne erfolgreich.
Nachdem im Frühjahr 2022 begonnenen russischen Angriff auf die Ukraine hat sich die Organisation darum bemüht, russische Kriegsverbrechen gegen die ukrainische Zivilbevölkerung aufzudecken und zu dokumentieren. Unter anderem sammelte das CCL Zeugenaussagen in den ukrainischen Städten Butscha und Irpin, wo Russland gezielte Massaker besonders unter Zivilisten vorgeworfen werden. Im Oktober desselben Jahres wurde dem Center for Civil Liberties der Friedensnobelpreis zuerkannt, den es sich mit dem belarussischen Menschenrechtler Ales Bjaljazki und der russischen Menschenrechtsorganisation Memorial teilte. Laut der Nobelpreisjury nimmt die ukrainische Organisation in Zusammenarbeit mit internationalen Partnern eine Vorreiterrolle ein, um die Schuldigen für ihre Verbrechen zur Rechenschaft zu ziehen. Zuvor waren das CCL und seine Vorsitzende Oleksandra Matwijtschuk mit dem Right Livelihood Award (Alternativer Nobelpreis) geehrt worden.
Im Frühjahr 2024 wurde das Center for Civil Liberties in Russland als „unerwünschte Organisation“ eingestuft.

## Auszeichnungen
- 2022: Right Livelihood Award („Alternativer Nobelpreis“)
- 2022: Friedensnobelpreis